# Francisco Di Franco
Francisco Di Franco (San Miguel, 28 gennaio 1995) è un calciatore argentino, centrocampista del Def. Unidos.

## Statistiche

### Presenze e reti nei club
Statistiche aggiornate al 5 novembre 2018.
| Stagione        | Squadra         | Campionato      | Campionato | Campionato | Coppe nazionali | Coppe nazionali | Coppe nazionali | Coppe continentali | Coppe continentali | Coppe continentali | Altre coppe | Altre coppe | Altre coppe | Totale | Totale |
| Stagione        | Squadra         | Comp            | Pres       | Reti       | Comp            | Pres            | Reti            | Comp               | Pres               | Reti               | Comp        | Pres        | Reti        | Pres   | Reti   |
| --------------- | --------------- | --------------- | ---------- | ---------- | --------------- | --------------- | --------------- | ------------------ | ------------------ | ------------------ | ----------- | ----------- | ----------- | ------ | ------ |
| 2016-2017       | AEZ Zakakiou    | AK              | 8          | 1          | CC              | 0               | 0               | -                  | -                  | -                  | -           | -           | -           | 8      | 1      |
| 2017-2018       | Karpaty         | PL              | 18+9       | 0          | CU              | 0               | 0               | -                  | -                  | -                  | -           | -           | -           | 27     | 0      |
| 2018-2019       | Karpaty         | PL              | 13         | 0          | CU              | 2               | 0               | -                  | -                  | -                  | -           | -           | -           | 15     | 0      |
| Totale Karpaty  | Totale Karpaty  | Totale Karpaty  | 40         | 0          |                 | 2               | 0               |                    | -                  | -                  |             | -           | -           | 42     | 0      |
| Totale carriera | Totale carriera | Totale carriera | 48         | 1          |                 | 2               | 0               |                    | -                  | -                  |             | -           | -           | 50     | 1      |